# Rás 1
Rás 1 (pol. Kanał 1) – islandzka publiczna stacja radiowa, należąca do Ríkisútvarpið. Została założona 20 grudnia 1930 r. Nadaje informacje, dokumenty, audycje o muzyce klasycznej, jazzie, sztuce, historii, języku islandzkim, literaturze oraz o sprawach społecznych.

## Logo
| do 31 marca 2011   | 4 koła skierowane ku dołowi: na przemian niebieskie i białe, pod kołami czarny napis: RÁS 1                                 |
| od 1 kwietnia 2011 | na fioletowym tle biały znak firmowy RÚV w kształcie koła, obok niego biały napis RÁS i kwadrat, a w nim fioletowa cyfra 1. |

## Nadawanie

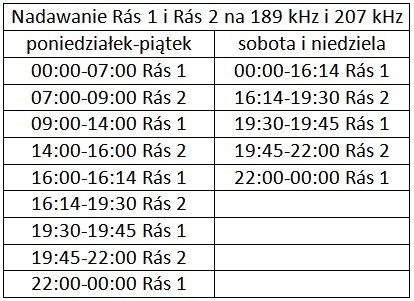
Rozkład nadawania Rás 1 i Rás 2 na falach długich

Rás 1 nadaje na falach ultrakrótkich na terenie całej Islandii na 96 częstotliwościach, drogą satelitarną, na stronie internetowej Rás 1 i na falach długich o częstotliwości 189 kHz z Hellissandur i 207 kHz z Eidar.